# Rally Salou-Costa Daurada
El Rally Salou-Costa Daurada fue una prueba de rally que se disputó anualmente en la localidad de Salou desde 1995 y organizada por la Escudería Salou. Aunque solo se disputó durante siete años llegó a ser puntuable para el Campeonato de España de Rally durante cuatro ediciones, de 1998 a 2001. Era cita puntuable para el campeonato de Cataluña de rally.
Se organizó siempre en el mes de octubre, salvo el último año que se hizo en mayo, y visitó de manera habitual las localidades de Alto Campo, Bajo Campo, El Priorato y Tarragonés de la provincia de Tarragona. 
El piloto con más victorias fue Luis Monzón que venció en las dos últimas ediciones disputadas con modelos de la marca Peugeot.

## Historia
El empresario de origen corso, Vicente Battini decidió organizar una prueba automovilística como forma de promoción turística de Salou. De esta manera nació el Rally Salou-Costa Daurada que dio su primer paso en 1995.
En 1997 el rally era puntuable para el campeonato de Cataluña y el ganador fue Jordi Ventura que marcó el mejor tiempo en los ocho tramos disputados con su BMW M3. Segundo y a un minuto terminó David Guixeras con un Peugeot 106 y tercero, Julià Córdoba con un Renault Clio.
Al año siguiente el rally entró en el calendario del campeonato de España por primera vez, donde se mantuvo hasta 2001. Fue la duodécima cita del certamen y el piloto Manuel Muniente resultó ganador con el Peugeot 306 Maxi.
En su sexta edición, los tramos programados discurrían por las localidades Alto Campo, Bajo Campo, Bajo Panadés y El Priorato. Aunque el campeonato de pilotos ya estaba decidido, faltaba por saber los ganadores del certamen de marcas y del campeonato catalán. Uno de los tramos fue neutralizado por una salida de pista de José Piñón que golpeó una moto lesionando a un espectador que fue evacuado. Venció finalmente Luis Monzón con el Peugeot 306 Maxi.
En 2001 se disputó la última edición del rally. Se celebró entre el 11 y el 13 de mayo, como tercera cita del calendario nacional. El itinerario contó con seis tramos que transcurrían por las carreteras de Alto Campo, Bajo Campo, El Priorato y Tarragonés. Luis Monzón fue el ganador que con el Peugeot 206 WRC aventajó en 23 segundos a Marc Blázquez segundo con el SEAT Córdoba WRC y más de cinco minutos a Salvador Cañellas también con SEAT Córdoba WRC que perdió mucho tiempo al cambiar una rueda, aun así el resultado le valía para seguir líder del campeonato. La prueba no estuvo exenta de polémicas: los mecánicos de Peugeot y los de SEAT se enzarzaron en una pelea en la que tuvo que intervenir la Guardia Civil.

## Palmarés
| Año  | Edición                       | Piloto          | Copiloto            | Automóvil             | Series |
| ---- | ----------------------------- | --------------- | ------------------- | --------------------- | ------ |
| 1995 | 1.º Rally Salou-Costa Daurada | Jordi Griñó     | Guifré Pujol        | Renault Clio Williams |        |
| 1996 | 2.º Rally Salou-Costa Daurada | ?               | ?                   |                       |        |
| 1997 | 3.º Rally Salou-Costa Daurada | Jordi Ventura   | Oriol Julià         | BMW M3                |        |
| 1998 | 4.º Rally Salou-Costa Daurada | Manuel Muniente | José Vicente medina | Peugeot 306 Maxi      | CERA   |
| 1999 | 5.º Rally Salou-Costa Daurada | Jesús Puras     | Marc Martí          | Citroën Xsara Kit Car | CERA   |
| 2000 | 6.º Rally Salou-Costa Daurada | Luis Monzón     | José Carlos Déniz   | Peugeot 306 Maxi      | CERA   |
| 2001 | 7.º Rally Salou-Costa Daurada | Luis Monzón     | José Carlos Déniz   | Peugeot 206 WRC       | CERA   |